# Leó Forgács
Pour les articles homonymes, voir Forgács.
Leó Forgács est un joueur d'échecs hongrois né le 5 octobre 1881 à Budapest sous le nom Leo Fleischmann et mort le 17 août 1930 à Berettyóújfalu en Hongrie. Il changea son nom de Fleischmann en Forgács en 1908 et participa à de nombreux tournois d'échecs de 1902 à 1913. Il remporta les tournois de Hanovre B en 1902, de Barmen B en 1905, de Budapest en 1906 et 1907 et le  championnat de Hongrie à Székesfehérvár en 1907.

## Carrière
Sous le nom de Leo Fleischmann, il remporta le tournoi de Hanovre B (13e congrès de la fédération allemande) devant Max Lange. Lors du 14e congrès de la fédération allemande, en 1904, il disputa le tournoi principal (tournoi de maîtres) à Cobourg et finit dixième (le tournoi fut remporté par Curt von Bardeleben devant Carl Schlechter). En février-mars 1905, il termina dernier du tournoi thématique de Monte-Carlo organisé autour du gambit Rice (victoire de Frank Marshall), puis il finit cinquième (+7 -7 =4) du championnat d'Autriche-Hongrie à Vienne remporté par Schlechter. Dans ce tournoi, Fleischmann devançait Aaron Nimzowitsch, Adolf Albin et Milan Vidmar. En août 1905, il remporta le tournoi de Barmen B avec 13 points sur 17 (+11 -2 =4). 
En juin 1906,, il commença à jouer sous le nom de Forgacs et fut éliminé lors de la première étape du tournoi d'Ostende (avec trois points sur 8). En juillet-août 1906, Forgacs finit troisième-quatrième du 15e congrès de la fédération allemande à Nuremberg avec 10,5 points sur 16 (+7 -2 =7), ex æquo avec Schlechter) ; le tournoi fut remporté par Marshall devant Duras. 
En novembre-décembre 1906, avec le nom de Forgacs, il remporta le tournoi de Budapest avec 14 points sur 15 (+13 =2) ainsi qu'en 1907, ex æquo avec Zsigmond Barasz, 10 points sur 12 (+8 =4). En juin 1907, il finit cinquième du tournoi d'Ostende, avec 19 points sur 28, puis il remporta le championnat de Hongrie en août 1907 à Székesfehérvár avec 11 points sur 14 (+11 -3).
En 1909, Forgacs fut invité au très fort tournoi international de Saint-Pétersbourg, remporté par le champion du monde Emanuel Lasker. Il finit quatorzième avec 7,5 points sur 18. En 1910, il termina neuvième du 17e congrès de la fédération allemande à Hambourg, ex æquo avec Siegbert Tarrasch et battit Alexandre Alekhine. En 1911, il finit troisième du tournoi de San Remo (+3 =7) remporté par Hans Fahrni. En 1912 et 1913, il fut troisième du tournoi de Budapest remporté en 1912 par Vidmar devant Maroczy et en 1913 par Rudolf Spielmann devant Xavier Tartakover. 
En 1913, Forgacs abandonna la compétition pour devenir ingénieur. Il fut chroniqueur d'échecs dans un journal et publia un livre :
- (hu)A sakkjáték gyöngyei, Budapest, 1910 (Les perles d'échecs).